# Arthur Ginsberg
Arthur Ginsberg (* 1941 in San Francisco) ist ein US-amerikanischer Videokünstler, Filmeditor, Filmregisseur und Filmproduzent.

## Leben
Arthur Ginsberg studierte an der Yale School of Drama und schloss mit dem Master of Fine Arts ab. 1970 lernte er Skip Sweeney kennen, einen der Gründer des in San Francisco beheimateten Medienkollektivs Electric Eye, und begann mit ihm zusammenzuarbeiten. Die Gruppe benannte sich unter ihrer Leitung in Video Free America um. Sie veranstalteten eine Reihe von Filmvorführungen und Ausstellungen, bei denen unter anderem Multitrack-Video-Collagen, skulpturale Video-Installationen und Live-Performances gezeigt wurden. Ihre Videos enthielten sowohl abstrakte, mit Synthesizern erzeugte Bilder als auch realitätsnahe Cinéma-Vérité-Szenen.
Mit der Gründung von Video Free America legte Ginsberg seinen Arbeitsschwerpunkt auf Experimentalvideos und technologiegetriebene Kunst. Unter seiner Regie und Mitarbeit weiterer Kollektivmitglieder entstand die Dokumentation The Continuing Story of Carel and Ferd (1972), die eine Pornodarstellerin und einen bisexuellen Drogenabhängigen bei ihrer Hochzeit, Sexualität und Trennung begleitet. Dieser Film griff noch vor Ausstrahlung der Serie An American Family für Reality-TV typische Problemstellungen wie die Beziehung zwischen Subjekt und Kamera sowie Privatsphäre und Manipulation auf. Ursprünglich wurde die Dokumentation als 3-Kanal-Videoinstallation auf acht Monitoren und mit einer Live-Kameraübertragung des Publikums gezeigt, häufig in Anwesenheit der Hauptdarsteller. Eine Kopie des knapp einstündigen Videos befindet sich in der Sammlung des New Yorker Museum of Modern Art.
Ginsberg arbeitete auch mit dem Chelsea Theater Center zusammen. Dabei entstanden drei Bühnenstücke, in deren Inszenierung Videomaterial einbezogen wurde: Kaspar (1974), AC/DC (1977) und Kaddish (1977). Kaddish wurde mit einem Obie Award ausgezeichnet und später für ein PBS-Special adaptiert.
Neben seiner künstlerischen Tätigkeit mit Video Free America war Ginsberg als Editor und Regisseur an einigen kommerziellen Fernsehproduktionen beteiligt. Mehrfach wirkte er in diesen Funktionen an der HBO-Dokumentarserie America Undercover und der zugehörigen Reihe Autopsy mit. Er war auch für den Schnitt der Fernsehkomödie The Halloween that Almost Wasn’t (1979) zuständig, die für einen Primetime Emmy in der Kategorie „Outstanding Individual Achievement“ nominiert wurde. Bei der Oscarverleihung 1994 war Ginsberg als Produzent der AIDS-Dokumentation The Broadcast Tapes of Dr. Peter (1993) zusammen mit Regisseur David Paperny für einen Oscar in der Kategorie „Bester Dokumentarfilm“ nominiert.
Ginsberg lebt in der kalifornischen Stadt Santa Cruz.

## Filmografie (Auswahl)
- 1972: The Continuing Story of Carel and Ferd
- 1976: The American Woman: Portraits of Courage
- 1977: Kampf der Giganten (The Warrior Within)
- 1979: The Halloween That Almost Wasn’t
- 1982: Girls Nite Out
- 1988–2003: America Undercover (Fernsehserie, 7 Folgen)
- 1990: Child of Rage
- 1991: Heil Hitler! Confessions of a Hitler Youth
- 1993: The Broadcast Tapes of Dr. Peter
- 1996: Autopsy 3: Voices from the Grave
- 1997: Autopsy 4: The Dead Speak
- 1998: Autopsy 5: Dead Men Do Tell Tales
- 1999: Autopsy 6: Secrets of the Dead
- 2001: Autopsy 7: Dead Men Talking
- 2001: The Iceman Confesses: Secrets of a Mafia Hitman
- 2002: Autopsy 8: Dead Giveaway
- 2003: Autopsy 9: Dead Awakening
- 2003: The Iceman and the Psychiatrist
- 2005: Ask Dr. Baden: An Autopsy Special
- 2006: Autopsy: Sex, Lies and Murder